# 革命共产党 (印度比哈尔邦)
革命共产党（Krantikari Samyavadi Party）是印度比哈尔邦的一个已不存在的共产主义政党。该党起源于印度共产党的一个分裂团体。该党主张与Laloo Prasad Yadav领导的民族人民党继续合作。该党是印度共产主义者和民主社会主义者联盟的成员。